# 新西兰维多利亚十字勋章
新西兰维多利亚十字勋章（英語：Victoria Cross for New Zealand，简称）是一种旨在奖励“面对敌人”时有英勇表现的新西兰军人的军事勋章。可以授予任何级别军衔军人或是听从军事指挥的平民，由新西兰总督在惠灵顿的总督府举行的仪式上授予。作为新西兰针对英勇行为的最高奖励，维多利亚十字勋章的优先级要高于该国其它任何勋衔和奖章。
新西兰维多利亚十字勋章于1999年设立，该国这年建立了一套新的授奖系统来用新西兰的奖项取代原有的多项英联邦荣誉。截止2013年11月上旬，这一奖项还只授予过一次，于2007年7月2日颁发给威利·阿皮雅塔（Willie Apiata）下士，奖励他在2004年的一次行动。
原来的维多利亚十字勋章是由维多利亚女王于1856年引入，旨在奖励克里米亚战争中的英勇行为。该勋章前后共25次授予给24位新西兰军人，其中查尔斯·阿珀姆上尉曾于第二次世界大战期间两次获奖。二战结束后，新西兰军人一共只获得过14枚维多利亚十字勋章。该奖章由青铜制成，据称来源于塞瓦斯托波尔围城战期间被缴获的武器，但多位历史学家都对此提出了质疑。起初所有英联邦国家的获奖者获得的都是同样的奖章，但从二十世纪九十年代开始，多个英联邦国家相继建立了独立的授勋系统，其中有三个仍然将“维多利亚十字”几个字保留在其最高英勇奖章的名称中。

## 起源

### 维多利亚十字勋章
原来的维多利亚十字勋章于1856年由维多利亚女王设立，旨在奖励英勇行为，与是否长期服役或有立功表现无关。她于1856年1月29日签署皇家认证，正式设立了这一奖项:Introduction。勋章追溯奖励了1854年克里米亚战争中的英勇行为:7-10。
澳大利亚和新西兰维多利亚十字勋章使用了于原来的维多利亚十字勋章相同的青铜制作，这些青铜本应来自于塞瓦斯托波尔围城战中俘获的两门俄罗斯帝国加农炮。历史学家约翰·格兰菲尔德（John Glanfield）表示，维多利亚十字勋章所使用的金属实际上来自于中国的加农炮，而不是俄罗斯帝国的，至于其来源则仍然是个谜。
这座加农炮停放在伍利奇皇家炮兵营房的军官食堂外。唯一遗留的铃铛重10公斤，存放在第十五皇家物流兵团的一个保险库中，只有在武装警卫的看守下才能从其上取材。估计这里剩下的材料还可以铸造80到85枚维多利亚十字勋章。所有的维多利亚十字勋章都是由1849年成立的伦敦珠宝商汉考克（Hancocks）公司负责制作。

### 单独的英联邦奖励
第二次世界大战结束后，有多个英联邦国家相继建立了各自的授勋及嘉奖制度，来取代原本沿用的英国授勋及嘉奖制度。澳大利亚、加拿大和新西兰都建立了各自针对英勇行为的奖章，取代原有的军功十字勋章之类的英国奖章。不过，大部分英联邦国家仍然将维多利亚十字勋章作为对英勇行为的最高奖励。
澳大利亚于1991年1月15日设立了自己的维多利亚十字勋章，是所有英联邦成员国中最早迈出这一步的。虽然这是一个独立的奖章，但其外观与英国的奖章完全相同。其后是加拿大，该国于1993年由伊丽莎白女王签置君主制诰而建立了加拿大维多利亚十字勋章，该勋章与英国的版本类似，只不过上面的字样由英语改成了拉丁语（均为英勇之意）。新西兰和澳大利亚的维多利亚十字勋章仍然由伦敦的汉考克公司制作，使用的青铜材料来源也相同。加拿大维多利亚十字勋章还包括有同一加农炮上的金属，以及来自加拿大所有地区的铜和其它金属。新西兰是第三个为其独立的奖励制度设立维多利亚十字勋章的英联邦国家。1999年9月21日，新西兰总理珍妮·希普利宣布紐西蘭女王伊麗莎白二世已经批准建立一系列新的皇室奖励来对新西兰人民的英勇行为作出认可。维多利亚十字勋章也是这个新的新西兰授勋和奖励制度中最后一个主要元素。
|  | 我相信，新的制度将会对我们有利，而且可以让新西兰对我们社会上的英雄主义行径作出认可。重整這一制度，旨在对英勇行为作出奖励的荣誉，意味着我们已经有自己一套全面的授勋和奖励制度。——新西兰总理珍妮·希普利 |

（页面存档备份，存于）
新的授勋和及嘉奖制度的设立源于1995年荣誉咨询委员会的建议，该委员会对原有的制度进行了检阅。1996年5月以前，新西兰已经向军事行动中作出英勇行为的军人或平民多次授予包括维多利亚十字勋章和乔治十字勋章在内的多种英国勋衔奖励。不过，英国政府对其奖励制度的审阅和简化给试图发展出独立和简化奖励制度的新西兰提供了理想的机会。

## 外形
新西兰的维多利亚十字勋章与英国的设计完全相同。勋章为十字型，高41毫米，宽36毫米。十字的中间有一只狮子，还有的字样，这里的题字原本是，后在维多利亚女王的建议下作出了改动，她觉得有些人可能会错误地以为，只有维多利亚十字勋章的获得者才在战斗中有勇敢的行为。整个奖章，包括吊带和吊杆，一共重27克:16。
十字架由一个圆环悬挂在一个衬线体的字母上，上方有月桂叶作为点缀，再由色带穿过。吊杆反面刻有获奖者姓名、军衔、号码和单位，勋章背面是圆形，其中间刻有其所奖励英勇行为的发生日期。色带为绯红色，宽38毫米。虽然在设立奖项的许可证上描述色带为红色，但大部分评论员都描述其颜色是绯红或“酒红”。

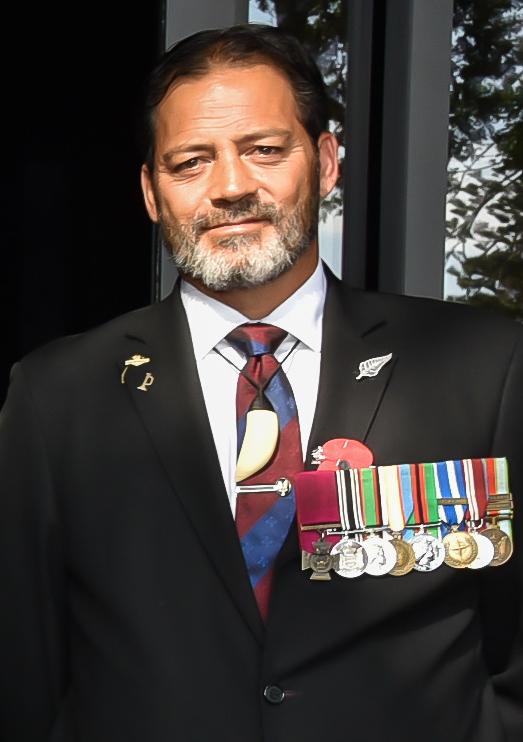
威利·阿皮雅塔是新西兰维多利亚十字勋章唯一一位获得者，摄于2020年2月5日

## 颁授
新西兰维多利亚十字勋章旨在奖励
|  | “……最勇敢、或是最卓越的勇士，或是勇于自我牺牲者，或是面对敌人仍能彻底忠于职守的人。” |

正式授予新西兰维多利亚勋章的权力属于新西兰君主。皇家认证上称：“新西兰英勇勋章只能在我们新西兰总理的推荐下，或是由我们代理总理职位的内阁阁员推荐下，由我们，或是我们的后嗣和继任者授予。”而原来的维多利亚十字勋章则是由新西兰国防军到新西兰国防部的指挥链来提出授奖建议。
英国的维多利亚十字勋章先后授予给过24位新西兰人，其中13枚是针对第一次世界大战期间的英勇行为。新西兰的维多利亚十字勋章自设立以来还只授予过一次，于2007年7月2日正式宣布。获得者是新西兰空军特种部队的威利·阿皮雅塔下士，他于2004年在阿富汗的一次冲击中“冒着敌军猛烈的火力挽救了战友的生命”。阿皮雅塔于2007年7月26日在惠林顿总督府举办的一场仪式上从新西兰总督阿南德·萨蒂亚南德手中接過这枚勋章。

## 扩展阅读
- . This England. 1997. ISBN 0-906324-03-3.
- Duckers, Peter. . Shire Publications Ltd. 2006. ISBN 0-7478-0516-4.
- Glanfield, John. . Sutton Publishing Ltd. 2005. ISBN 0-7509-3695-9.
- Harvey, David. . Naval & Military Press Ltd. 2000. ISBN 1-84342-356-1.